# Meyr
Meyr ist ein deutscher Familienname.

## Herkunft und Bedeutung
Meyr ist eine Variante des Familiennamens Meier.

## Namensträger
- Franz Meyr (Oberamtmann) (1783–1843), badischer Oberamtmann
- Franz Ludwig Meyr (1826–1907), deutscher Hofgerichtsrat und Politiker (Zentrum), MdR
- Heinrich Meyr (* 1941), Schweizer Elektroingenieur
- Herbert Meyr (* 1967), deutscher Wirtschaftswissenschaftler und Hochschullehrer
- Johann Meyr (1775–1841), böhmischer Glasfabrikant
- Josef Meyr (1739–1829), deutscher Unternehmer (Glasfabrik)
- Max Meyr (SS-Mitglied) (1915–nach 1945), deutscher SS-Obersturmführer
- Max Meyr (Schauspieler) (* 1968), österreichischer Schauspieler
- Melchior Meyr (1810–1871), Verfasser von Geschichten aus dem Ries